# Вольфсон, Вильгельм
Вильгельм Вольфсон (нем. Wilhelm Wolfsohn; 20 октября 1820, Одесса — 13 августа 1865, Дрезден) — германский драматург, переводчик и журналист российского происхождения, деятель русско-немецкой литературы.

## Биография
Родился в ортодоксальной еврейской семье; его отец был родом из Харькова, мать — из Галиции. В Одессе же окончил еврейскую школу, 15 декабря 1837 года был зачислен в Лейпцигский университет, где до 1845 года изучал медицину, а также слушал лекции по классической философии, филологии и истории. Его первые эссе были опубликованы в журнале Allgemeine Zeitung des Judenthums. В 1840—1843 годах публиковал стихи в журналах Veilchen и Sternbilde под псевдонимом Карл Майен (Carl Maien). В 1841 году в лейпцигском Гервег-клубе познакомился с Теодором Фонтане, с которым впоследствии подружился на всю жизнь и который стал его патроном. В июле 1843 года Вольфсон выехал в Одессу, чтобы собрать как можно больше материала о России, и вернулся в Германию в ноябре 1845 года. В 1851 году женился на христианке Эмили Хей и позволил окрестить их детей, но сам остался иудеем; брак позволил ему получить немецкое гражданство.
В 1852 году поселился в Дрездене (до этого некоторое время жил в Дессау), где занимался издательской деятельностью и читал публичные лекции о русской литературе, стал одним из основателей Немецкого фонда Шиллера, был дружен с Бертольдом Ауэрбахом, активно выступал в поддержку предоставления евреям равных прав с христианами. В 1857—1861 годах написал множество литературно-критических работ, много переводил с русского, в том числе произведения русских классиков (Пушкин, Толстой) и Елены Блаватской. Скончался в этом же городе, был похоронен на Старом еврейском кладбище Дрездена.
Первой крупной его работой стала «Изящная словесность у русских» (нем. Die schönwissenschaftliche Litteratur der Russen; Лейпциг, 1843). Затем последовал более обширный труд «Новеллисты России» (нем. Rußlands Novellendichter; с критико-биографическими очерками, 3 тома, 1848—1851). После переезда в Дрезден сначала издавал вместе с Р. Э. Прутцем «Deutsches Museum», а в 1862 году основал «Russische Revue». Литературная деятельность Вольфсона в значительной степени содействовала ознакомлению прусского общества с русской литературой. Поэтические произведения Вольфсона — стихотворения «Новый простой молитвенник» (Дессау, 1851) и драмы «Царь и гражданин», «Только душа» (1855) и «Канун Пасхи» (1857), имевшие продолжительный успех на многих германских сценах, собраны в «Драмах» (3 тома, 1857—1859).